# Karaháuyána
Karaháuyána (Karah.yána, Karahawyana), pleme američkih Indijanaca nastanjeno u brazilskoj državi Pará. Karaháuyána su jezično neklasificirani i nepoznatog (vjerojatno karipskog) prorijekla. Ostaci ovog gotovo nestalog plemena danas žive na dva odvojena područja u Pari, gdje se okupilo niz nadvladanih plemena slične sudbine, koji se polako asimiliraju od strane najjačeg Wai-Wai plemena. Jedna grupa (Alameida, 1981) od 16 Karaháuyána živi na aldeia Mapuera  (općina Oriximiná) zajedno sa (214) Wai-Waia i još 7 plemena i to 136 Katuena, 128 Hixkaryána, 89 Xereu, 64 Mawayana, 20 Tiriyó i po 1 Wapishana i Tunayana. –Iz istog su izvora i podaci za drugu grupu Karaháuyána koja je naseljena na području aldeje Cassauá. ovdje živi još 27 Karaháuyána uz nešto snažniju grupu Hixkaryana (62), zajedno s posljednjim pripadnicima plemena Xawyana (41); Parukoto (16); Kamarayana (36); Yukwarayana (15); Waiwai (7); Mawayana (1); Karaxana (6); Katuena (1); i Xereu (11).

## Vanjske poveznice
- Povos Indígenas E Desenvolvimento Hidrelétrico Na Amazônia  Arhivirana inačica izvorne stranice od 14. svibnja 2007. (Wayback Machine)